# Patricia Greenspan
Patricia Greenspan es una profesora de filosofía de la Universidad de Maryland, College Park. Greenspan trabaja en el área de la filosofía analítica de la acción y es conocida por su trabajo en racionalidad, moralidad y emoción, esfuerzos que ayudaron a dar un lugar al estudio de la emoción en la filosofía de la acción y la ética.

## Formación y carrera
Se graduó en 1966 de B.A. en Filosofía con distinción summa cum laude del Barnard College de la Universidad de Columbia. En 1972 recibió su Ph.D. del departamento de Filosofía de la Universidad de Harvard, que recibió el Premio Emily y Charles Carrier por la mejor tesis en filosofía moral. 
Se trasladó a un puesto de profesora asistente en la Universidad de Chicago, donde en 1979 se le otorgó la titularidad y se la promovió a profesora asociada en el Departamento de Filosofía. En 1980 aceptó una oferta de la Universidad de Maryland, College Park, donde fue promovida a profesora titular en 1989. Greenspan se desempeñó como Andrew Mellon Fellow en la Universidad de Pittsburgh durante el curso 1975-76, y ha recibido varias becas de investigación, entre ellas la del National Endowment for the Humanities (1983-84), el Centro Nacional de Humanidades (1990-91), y la Escuela de Investigación de Ciencias Sociales de la Universidad Nacional Australiana (1995).
Es la autora de dos libros, Emociones y Razones y Práctica de la Culpa, y numerosos artículos y capítulos de libro. Su trabajo es citado, tanto dentro de la filosofía (especialmente la estética) y en un gran número de áreas, incluyendo la medicina, la ley, la teología, y la educación junto con ámbitos no eruditos. Ha dado conferencias interdisciplinarias y de filosofía en diversos entornos académicos y abiertos.

## Áreas de investigación
Los principales intereses de investigación de Greenspan se encuentran en la filosofía moral, la psicología moral y la filosofía de la acción. Su trabajo ha oscilado entre varios subtemas interconectados, de la siguiente manera:
- Lógica deontica: La tesis de Ph.D. de Greenspan y su primer artículo publicado trataban sobre la lógica de los juicios debidos, argumentando que las "obligaciones" están "limitadas en el tiempo" y que los juicios condicionales de amplio alcance permiten el desprendimiento solo cuando sus antecedentes ya no son evitables.[16]
- Libre albedrío y responsabilidad moral: el segundo artículo importante de Greenspan y su trabajo en curso sostiene que la libertad depende de la dificultad de hacer lo contrario, en lugar de la simple capacidad, y por lo tanto admite grados.[17] La visión desarrollada por Greenspan también distingue entre libertad y responsabilidad, argumentando que la compatibilidad de la responsabilidad con el libre albedrío no implica una visión compatibilista similar de la libertad.[18] Greenspan ha aplicado parte de su trabajo sobre estos temas a las preguntas que surgen del Proyecto Genoma de los Estados Unidos y al tema de la responsabilidad de los psicópatas.[19]
- Emoción: Greenspan comenzó a continuación un proyecto de larga duración sobre el papel racional y moral de la emoción con la publicación de un artículo que defiende la racionalidad de las emociones ambivalentes en un argumento diseñado para poner en duda los intentos de varios filósofos contemporáneos de equiparar las emociones con los juicios evaluativos o las creencias.[20] Su primer libro argumenta, en cambio, que las emociones equivalen a sentimientos con un contenido evaluativo intencional sin creencia, que los hace susceptibles a un tipo distintivo de evaluación racional e importantes en una forma distintiva para la motivación racional y moral, que paradójicamente sirven como una fuerza contraria a la debilidad de voluntad.[21] Un segundo libro y algunos ensayos posteriores simplifican esta posición, la defienden contra algunas objeciones comunes y la aplican a otros problemas, como se describe a continuación.
- Dilemas morales: en un ensayo y en su segundo libro, Greenspan defiende la coherencia de los dilemas morales irresolubles, casos en los que todas las alternativas están prohibidas.[22] Ve los dilemas como resultado de la necesidad de establecer la fuerza motivadora de la moralidad al forjar una conexión en la infancia entre las emociones y las reglas lo suficientemente simple como para ser aprendida en esa etapa temprana.[23]
- Metaética: Greenspan defiende lo que ella llama una versión de realismo moral del "artefacto social", en la que se inventa la moral, pero "real" (en el sentido de mente independiente) en la medida en que refleja los requisitos de la vida en un grupo social viable.[24] Considera que la emoción es esencial para la fuerza motivadora de los juicios morales en términos generales, aunque no necesariamente en cada ocasión de uso o para cada agente. Por lo tanto, se aparta de los entendimientos "internalistas" contemporáneos del significado moral que niegan la posibilidad de entender un juicio moral sin estar motivados por él.
- Razones prácticas y racionalidad: Greenspan sostiene que las emociones juegan un papel importante en el pensamiento racional.[25] En un trabajo reciente, da una explicación independiente de razones prácticas como la respuesta a las críticas.[26] La posición permite la permisibilidad racional en ciertos casos de acción contra una razón más fuerte y se aplica a cuestiones que incluyen la racionalidad de "satisfacer" (elegir menos de lo mejor) y la noción de obligación "imperfecta" (una obligación que deja espacio para otras opciones).[27]

## Obras seleccionadas
- Conditional Oughts and Hypothetical Imperatives, Journal of Philosophy, 72 (1975), 259-76.
- Behavior Control and Freedom of Action, Philosophical Review, 87 (1978), 225-40.
- A Case of Mixed Feelings: Ambivalence and the Logic of Emotion, in A. O. Rorty (ed.), Explaining Emotions (Berkeley: University of California Press, 1980)
- Emotions and Reasons: An Inquiry into Emotional Justification (New York: Routledge, Chapman and Hall, 1988). [0-413-90049-2]
- Practical Guilt: Moral Dilemmas, Emotions, and Social Norms (New York: Oxford University Press, 1995). [0-19-508762-3]
- Emotional Strategies and Rationality, Ethics, 110 (2000), 469-87.
- Practical Reasons and Moral 'Ought', in Russ Schafer-Landau (ed.), Oxford Studies in Metaethics, Vol. II (Oxford: Oxford University Press, 2007), pp. 172–94.
- Learning Emotions and Ethics, in P. Goldie (ed.), The Oxford Handbook of Philosophy of Emotion (Oxford: Oxford University Press, 2010). [978-0199654376]